# 케 엘 시엘로 메 엑스플리케
《케 엘 시엘로 메 엑스플리케》(스페인어: Que el cielo me explique)은 2011년 방영된 베네수엘라의 텔레노벨라이다.